# Viaductul Vilvoorde
Viaductul Vilvoorde (în franceză Viaduc de Vilvorde, în neerlandeză Viaduct van Vilvoorde) este un dublu viaduct rutier de pe drumul european E19 și o componentă cheie a inelului de autostradă R0 al Regiunii Capitalei Bruxelles. Viaductul supratraversează drumul național N260, canalul maritim Bruxelles-Escaut, râul Senne, fosta fabrică Renault din Vilvoorde, drumul național N1, liniile de cale ferată 25 și 27, șoseaua R22, precum și mai multe drumuri și străzi locale. Viaductul pornește din nordul extrem al Regiunii Capitalei Bruxelles și este situat pe teritoriul a încă două municipalități, Vilvoorde și Machelen. Conform registrului drumurilor și autostrăzilor din Belgia, zona viaductului este cuprinsă între km 35+400 și km 38+100 ai R0, deși viaductul propriu-zis este mai scurt decât acest interval.
În 2018, pe viaduct au circulat zilnic în medie 80445 de autovehicule pe sensul Vilvoorde–Machelen și alte 74472 de vehicule pe sensul Machelen–Vilvoorde. Statistica nu ia în calcul perioada vacanțelor școlare, care este mai puțin aglomerată, dar nici traficul de camioane.

## Istoric

### Construcție
Licitația pentru proiectul viaductului a fost organizată în 1974 și a fost câștigată de Bureau d'études Greisch, o firmă pe atunci relativ necunoscută, înființată în 1959, la Liège, de inginerul și arhitectul René Greisch. Proiectul a prevăzut realizarea a două viaducte identice, câte unul pentru fiecare sens de circulație. Construcția a început chiar în același an și a fost finalizată în 1978. Lucrările au fost executate de un consorțiu alcătuit din Nobels-Peelman – Sotrahy – S.B.B.M. Societatea Nobels-Peelman a intrat în faliment în 1983, iar arhiva sa, conținând 30 de tuburi cu planșe și 1 teanc de documente și planuri privind construcția viaductului, a fost predată Arhivelor Naționale ale Belgiei.
Testele de încărcare pentru viaductul din partea de nord (exteriorul inelului R0) au fost efectuate pe 22, 23 și 24 noiembrie 1977, iar acesta a fost deschis traficului rutier pe 29 decembrie 1977, cu circulația efectuându-se în ambele sensuri. Testele de încărcare pentru viaductul din partea de sud (interiorul inelului R0) au avut loc pe 24 și 25 mai 1978, iar acesta a fost deschis traficului 1 iulie 1978, când circulația de pe direcția Vilvoorde–Machelen a fost mutată pe el.
Încă din anii 1950, când s-a prefigurat traseul inelului de autostradă R0, constructorul francez de automobile Renault, care avea o mare uzină în zonă, a fost asigurat că nu va fi expropriat pentru a face loc construcției șoselei. Din acest motiv a fost aleasă soluția unui viaduct înalt, care să supratraveseze halele de producție din Vilvoorde, iar o pereche de pile a fost construită chiar în curtea fabricii. 20 de ani mai târziu, pe 27 februarie 1997, fabrica Renault din Vilvoorde și-a închis definitiv porțile.

### Întreținere
Între 17 iulie și 31 august 2011 au fost executate lucrări de reparații și de refacere a îmbrăcăminții rutiere. În timpul acestora au fost înlocuite rosturile de dilatare și parapetele de protecție și au fost efectuate îmbunătățiri ale sistemului de iluminat și a celui pentru scurgerea apelor. 
Începând din anul 2022 vor fi executate lucrări importante de reabilitare și consolidare a viaductului. Acestea sunt prevăzute să dureze cinci ani și sunt estimate la 260 milioane de euro.

## Viitor
În cadrul proiectului de lărgire a inelului de autostradă al Regiunii Capitalei Bruxelles, guvernul Regiunii Flamande plănuiește adăugarea pe viaductul Vilvoorde a unei a patra benzi de circulație pe fiecare sens de mers. Astfel, viaductul interior va fi prevăzut cu o zonă de preselecție, automobiliștii putând alege dacă să continue pe direcția principală de mers sau pe benzile paralele care vor fi amenajate între nodurile rutiere Machelen și Sint-Stevens-Woluwe.
În 2013 a fost întocmită o analiză cost-beneficiu pentru optimizarea secțiunii de nord a R0. În cadrul acesteia au fost evaluate diverse proiecte alternative, pentru o perioadă cuprinsă între anii 2013 și 2050, fiind studiată și ideea unui al doilea viaduct. Din studii a reieșit că, dacă se optează pentru lărgirea secțiunii de nord, un viaduct suplimentar la Vilvoorde nu este rentabil. Costurile s-ar cifra la 244 milioane de euro, în timp ce beneficiile la circa 43 milioane de euro.
Viaductul Vilvoorde a fost proiectat pentru o durată de viață de 100 de ani, deci până în anii 2070, însă din cauza traficului intens aceasta a fost revizuită la 70 de ani, deci până în anii 2040.

## Trafic

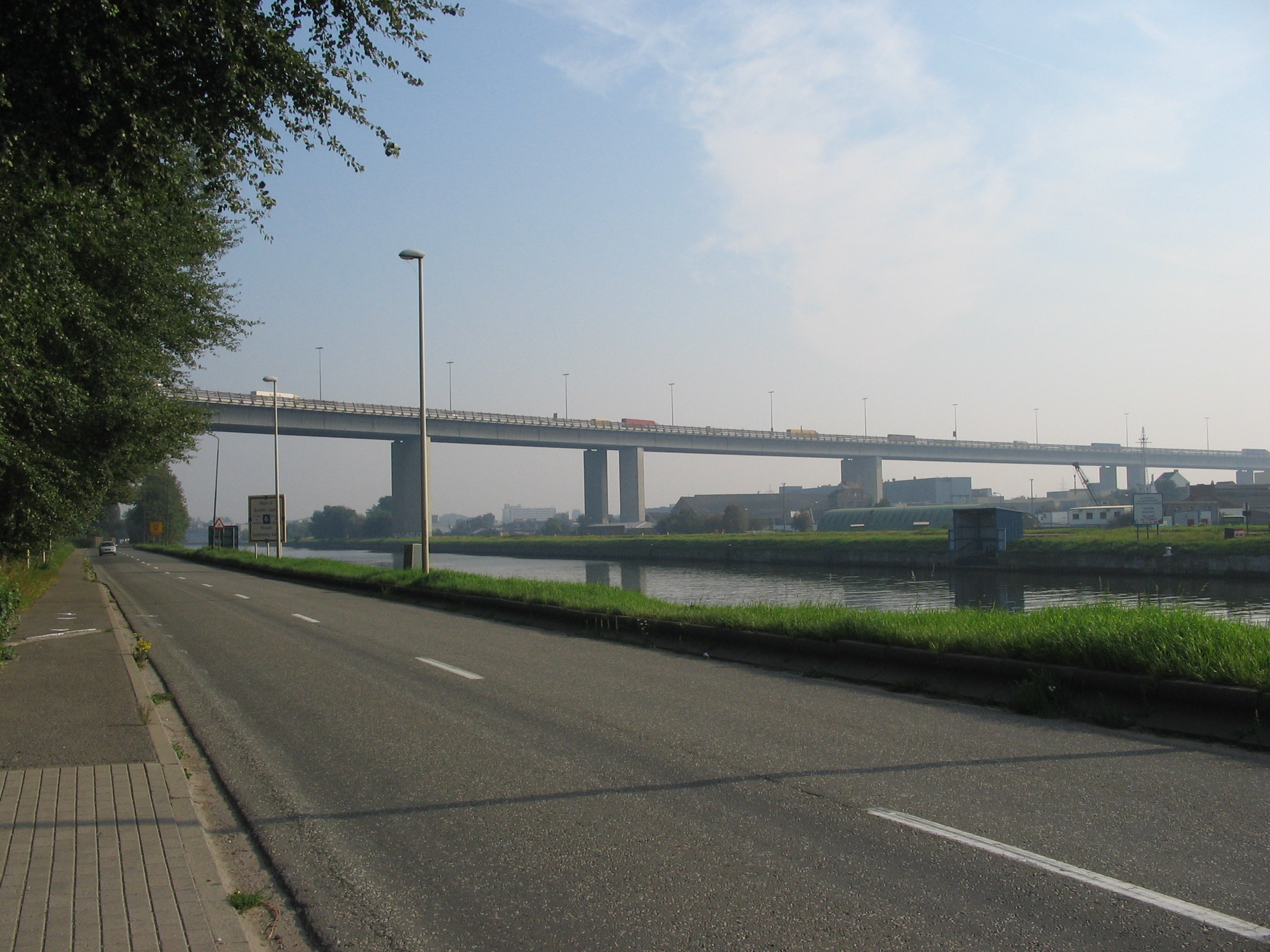
Trafic pe viaduct.

Media zilnică de autovehicule (MZA) pe viaductul Vilvoorde a fluctuat de-a lungul anilor, dar în general s-a constatat o creștere constantă. Un grafic întocmit pe baza cifrelor de trafic poate fi consultat mai jos:
Viaductul este construit într-o curbă cu o rază de 700 m, iar viteza maximă de circulație este limitată la 90 km/h, însă aceasta este depășită adesea. Conform unei interpelări depuse de parlamentarul Guido De Padt în Senatul Belgiei, pe 2 octombrie 2013, controale de viteză efectuate în 2011 de compania de asigurări Touring au relevat „că practic nici un șofer nu respecta această limitare”. În răspunsul primit la această interpelare de la Secretariatul de Stat pentru Mediu, Energie și Mobilitate se preciza că în 2011 au fost aplicate 33832 de amenzi pentru depășirea vitezei legale pe viaduct, respectiv 17374 amenzi în 2012. În 2011, în zona viaductului s-au înregistrat 38 de accidente cu victime, iar în 2012, 41.

## Date tehnice și caracteristici dimensionale
Cele două viaducte care alcătuiesc structura de la Vilvoorde sunt construite într-o curbă largă, cu raza de aproximativ 700 de metri. Viaductul exterior (de nord) are lungimea de 1687,30 m, iar cel interior (de sud) are lungimea de 1691,70 m. Viaductul are 23 de deschideri, cu 22 de pile între cele două culei. Deschiderea cea mai mare, situată între pilele P10 și P11, are o lungime de 162 m, iar deschiderea peste canalul maritim Bruxelles-Escaut, situată între pilele P7 și P8, măsoară 143 m. Ordinea și lungimile deschiderilor, pornind de la culeea L1 (Vilvoorde) către culeea L24 (Machelen), sunt următoarele:
| 05 x 57,60 m + 120,00 + 143,00 + 95,00 + 135,00 + 162,00 + 93,00 + 130,00 +0 | 0+ 6 x 57,60 + 43,20 m + 122,50 m (totalul a trei deschideri)0 | 0Viaductul exterior (de nord)0 |
| 05 x 57,60 m + 120,00 + 143,00 + 95,00 + 135,00 + 162,00 + 93,00 + 130,00 +0 | 0+ 7 x 57,60 m + 130,70 m (totalul a trei deschideri)          | 0Viaductul interior (de sud)0  |

Grinzile de pe deschiderile laterale, între culeea L1 și pila P6, respectiv între pila P13 și culeea L24, sunt din beton precomprimat, în timp ce cele din deschiderile centrale, între pilele P6 și P13 (pe o lungime de 879 m), sunt din oțel. Viaductul Vilvoorde are o lățime de 40 de metri, câte 20 de metri pentru fiecare cale de circulație.
Viaductul are o înălțime medie de 35 de metri, iar în zona în care traversează canalul maritim Bruxelles-Escaut asigură o înălțime liberă pentru navigație de 40 de metri.

## Galerie de imagini

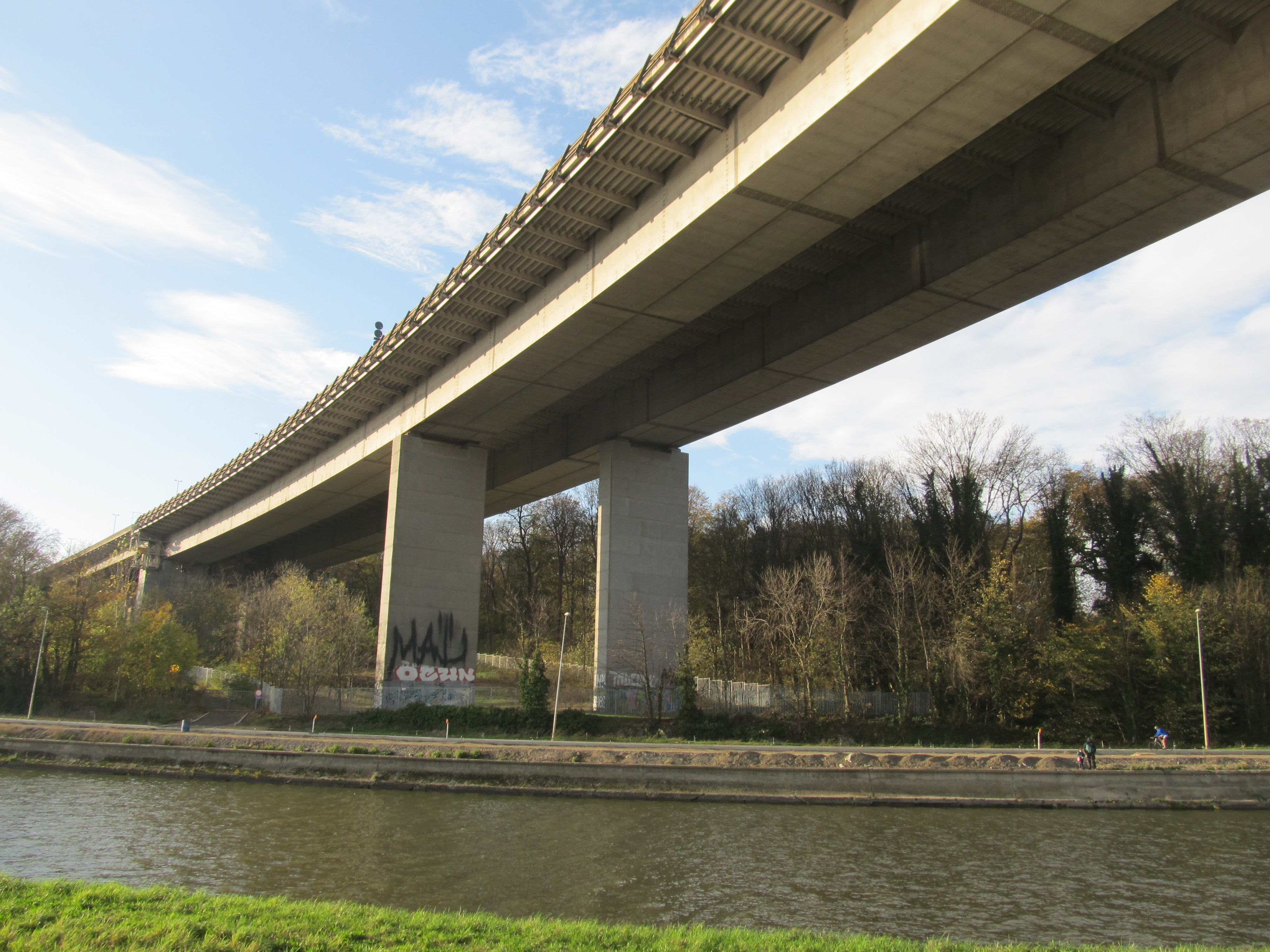
Vedere către Grimbergen
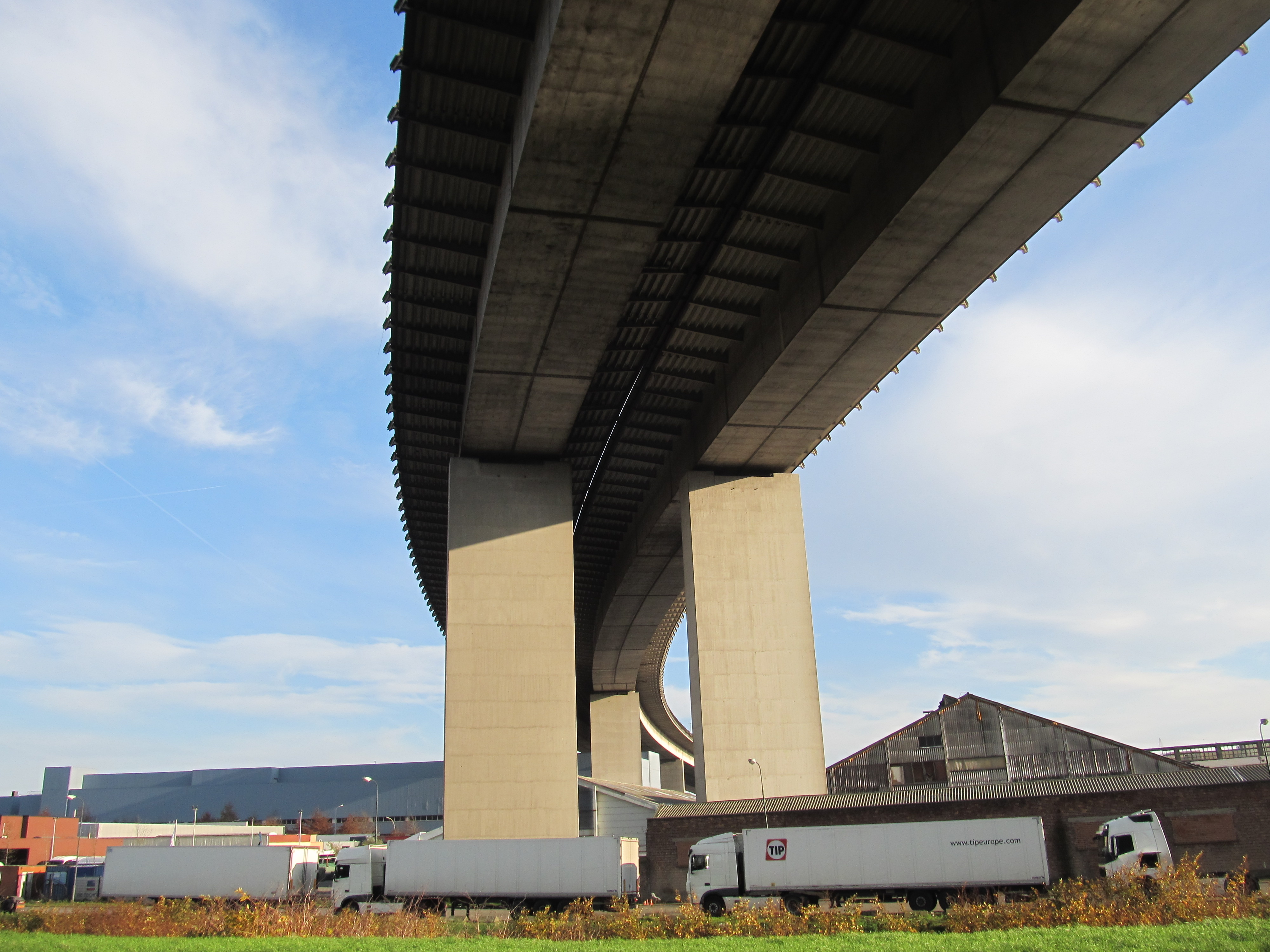
Vedere către fosta uzină Renault
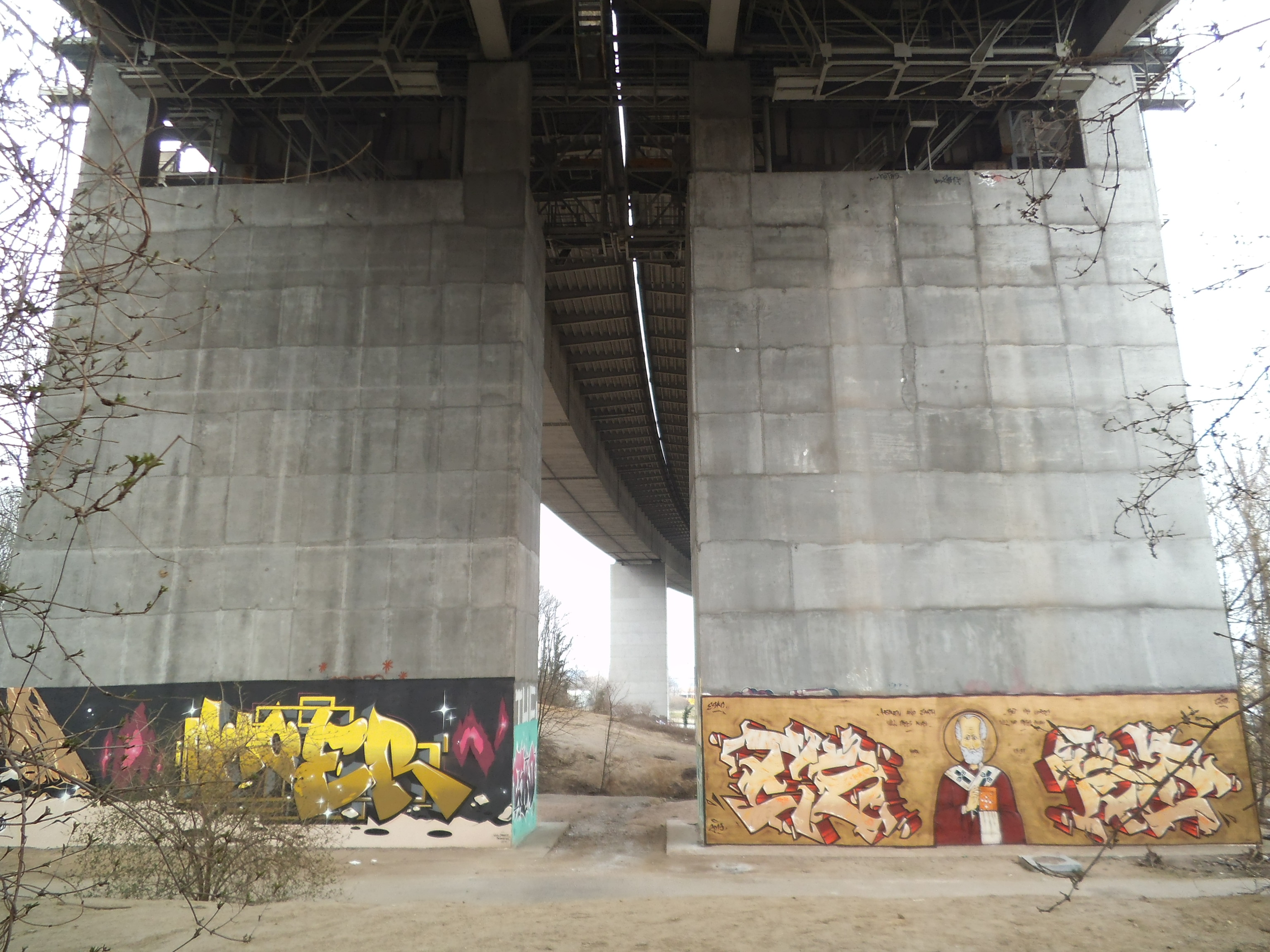
Graffiti pe două pile gemene
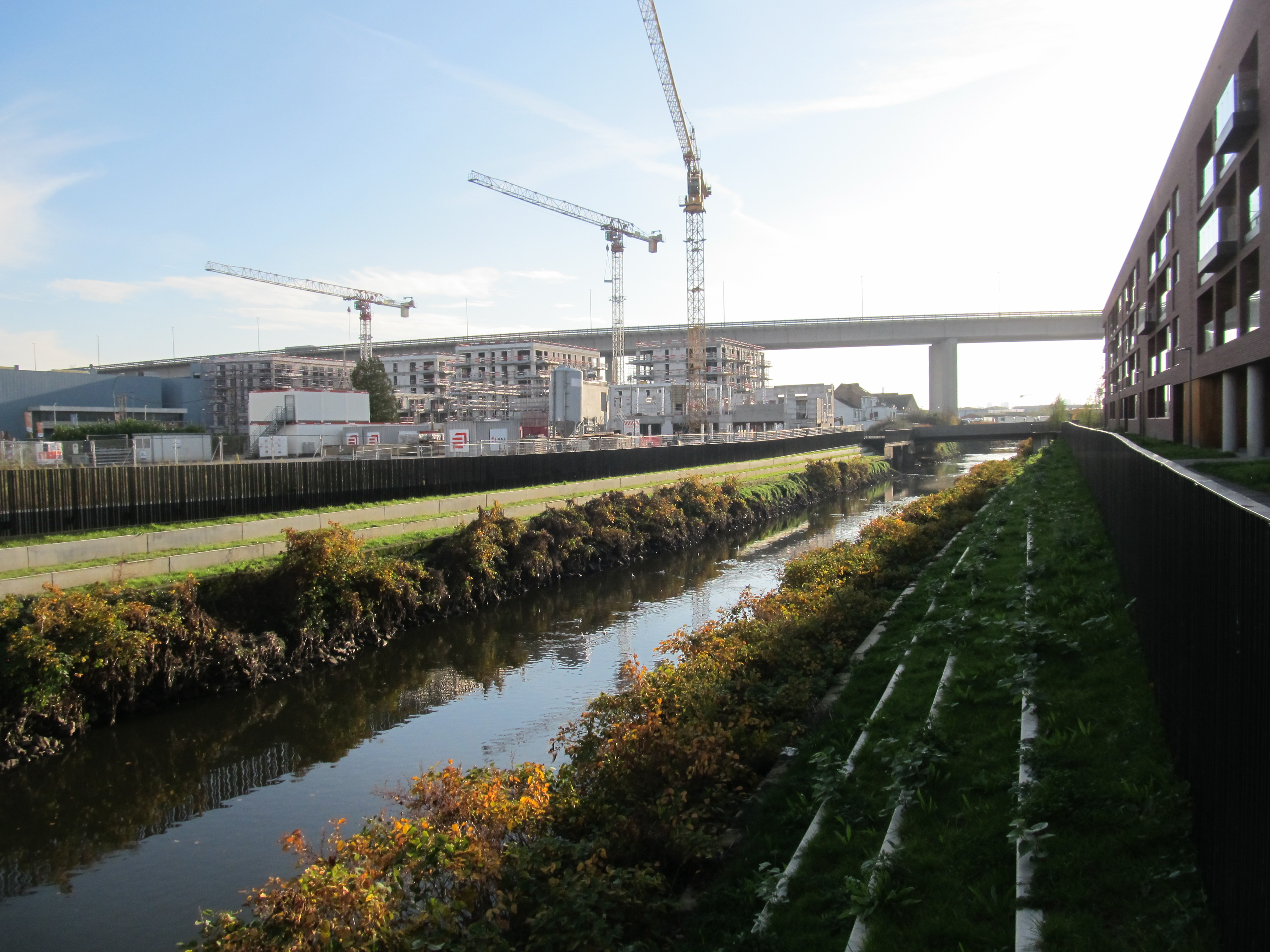
Vedere dinspre Vilvoorde